# اچالو (رامانگرام)
اچالو (رامانگرام) (به انگلیسی: Achalu (Ramanagaram)) یک روستا در هند است که در کارناتاکا واقع شده‌است.